# Équipe d'Italie de ski alpin
L'équipe nationale italienne de ski alpin représente l'Italie dans les compétitions internationales de ski alpin telles que les Jeux Olympiques d'hiver, la Coupe du monde de ski alpin et les championnats du monde de ski alpin.

## Coupe du monde
Les skieurs italiens ont remporté sept gros globes de cristal de ski alpin, et 29 petits globes de cristal.

### Hommes
| Skieur            | Général | Descente | Super G | Géant | Slalom | Combinée |
| ----------------- | ------- | -------- | ------- | ----- | ------ | -------- |
| Gustav Thöni      | 4       | -        | -       | 3     | 2      | 1        |
| Alberto Tomba     | 1       | -        | -       | 4     | 4      | -        |
| Piero Gros        | 1       | -        | -       | 1     | -      | -        |
| Peter Fill        | -       | 2        | -       | -     | -      | 1        |
| Manfred Mölgg     | -       | -        | -       | -     | 1      | -        |
| Giorgio Rocca     | -       | -        | -       | -     | 1      | -        |
| Peter Runggaldier | -       | -        | 1       | -     | -      | -        |
| Dominik Paris     | -       | -        | 1       | -     | -      | -        |
|                   | 6       | 2        | 2       | 8     | 8      | 2        |

Nombres de victoires
| Skieur                | Saisons        | Victoires | Des | SG | GS | SS | Com. | Par. |
| --------------------- | -------------- | --------- | --- | -- | -- | -- | ---- | ---- |
| Alberto Tomba         | 11 (1988–1998) | 50        | -   | –  | 15 | 35 | –    | -    |
| Gustav Thöni          | 8 (1970–1977)  | 24        | –   | NA | 11 | 8  | 4    | 1    |
| Dominik Paris         | 9 (2013–2021)  | 19        | 15  | 4  | –  | –  | –    | –    |
| Kristian Ghedina      | 7 (1990–2002)  | 13        | 12  | 1  | –  | –  | –    | –    |
| Piero Gros            | 3 (1973–1975)  | 12        | –   | –  | 7  | 5  | –    | –    |
| Giorgio Rocca         | 4 (2003–2006)  | 11        | –   | –  | –  | 11 | –    | –    |
| Massimiliano Blardone | 6 (2005–2012)  | 7         | –   | –  | 7  | –  | –    | –    |
| Christof Innerhofer   | 4 (2009–2013)  | 6         | 4   | 1  | –  | –  | 1    | –    |
| Herbert Plank         | 4 (1974–1980)  | 5         | 5   | –  | –  | –  | –    | –    |
| Richard Pramotton     | 2 (1986–1987)  | 3         | –   | –  | 3  | –  | –    | –    |
| Michael Mair          | 3 (1983–1988)  | 3         | 2   | 1  | –  | –  | –    | –    |
| Werner Heel           | 2 (2008–2009)  | 3         | 1   | 2  | –  | –  | –    | –    |
| Manfred Mölgg         | 3 (2008–2017)  | 3         | –   | –  | –  | 3  | –    | –    |
| Peter Fill            | 3 (2009–2017)  | 3         | 2   | 1  | –  | –  | -    | –    |
| Roland Thöni          | 1 (1972)       | 2         | –   | NA | –  | 2  | –    | –    |
| Fausto Radici         | 2 (1976–1977)  | 2         | –   | –  | –  | 2  | –    | –    |
| Werner Perathoner     | 2 (1995–1996)  | 2         | –   | 2  | –  | –  | –    | –    |
| Peter Runggaldier     | 2 (1995–1996)  | 2         | –   | 2  | –  | –  | –    | –    |
| Patrick Holzer        | 2 (1992–1999)  | 2         | –   | 1  | 1  | –  | –    | –    |
| Alessandro Fattori    | 2 (2001–2002)  | 2         | 1   | 1  | –  | –  | –    | –    |
| Davide Simoncelli     | 2 (2004–2006)  | 2         | –   | –  | 2  | –  | –    | –    |
| Giuliano Razzoli      | 2 (2010–2011)  | 2         | –   | –  | –  | 2  | –    | –    |
| Stefano Anzi          | 1 (1971)       | 1         | 1   | NA | –  | –  | NA   | NA   |
| Franco Bieler         | 1 (1976)       | 1         | –   | NA | 1  | –  | –    | –    |
| Leonardo David        | 1 (1979)       | 1         | –   | NA | –  | 1  | –    | –    |
| Roberto Erlacher      | 1 (1985)       | 1         | –   | –  | 1  | –  | –    | –    |
| Ivano Edalini         | 1 (1987)       | 1         | –   | –  | –  | 1  | –    | –    |
| Sergio Bergamelli     | 1 (1992)       | 1         | –   | –  | 1  | –  | –    | –    |
| Fabrizio Tescari      | 1 (1993)       | 1         | –   | –  | –  | 1  | –    | –    |
| Angelo Weiss          | 1 (2000)       | 1         | –   | –  | –  | 1  | –    | –    |
| Cristian Deville      | 1 (2012)       | 1         | –   | –  | –  | 1  | –    | –    |
| Matteo Marsaglia      | 1 (2013)       | 1         | –   | 1  | –  | –  | –    | –    |
| Stefano Gross         | 1 (2015)       | 1         | –   | –  | –  | 1  | –    | –    |

NA - Disciplines didn't exist yet

### Femmes

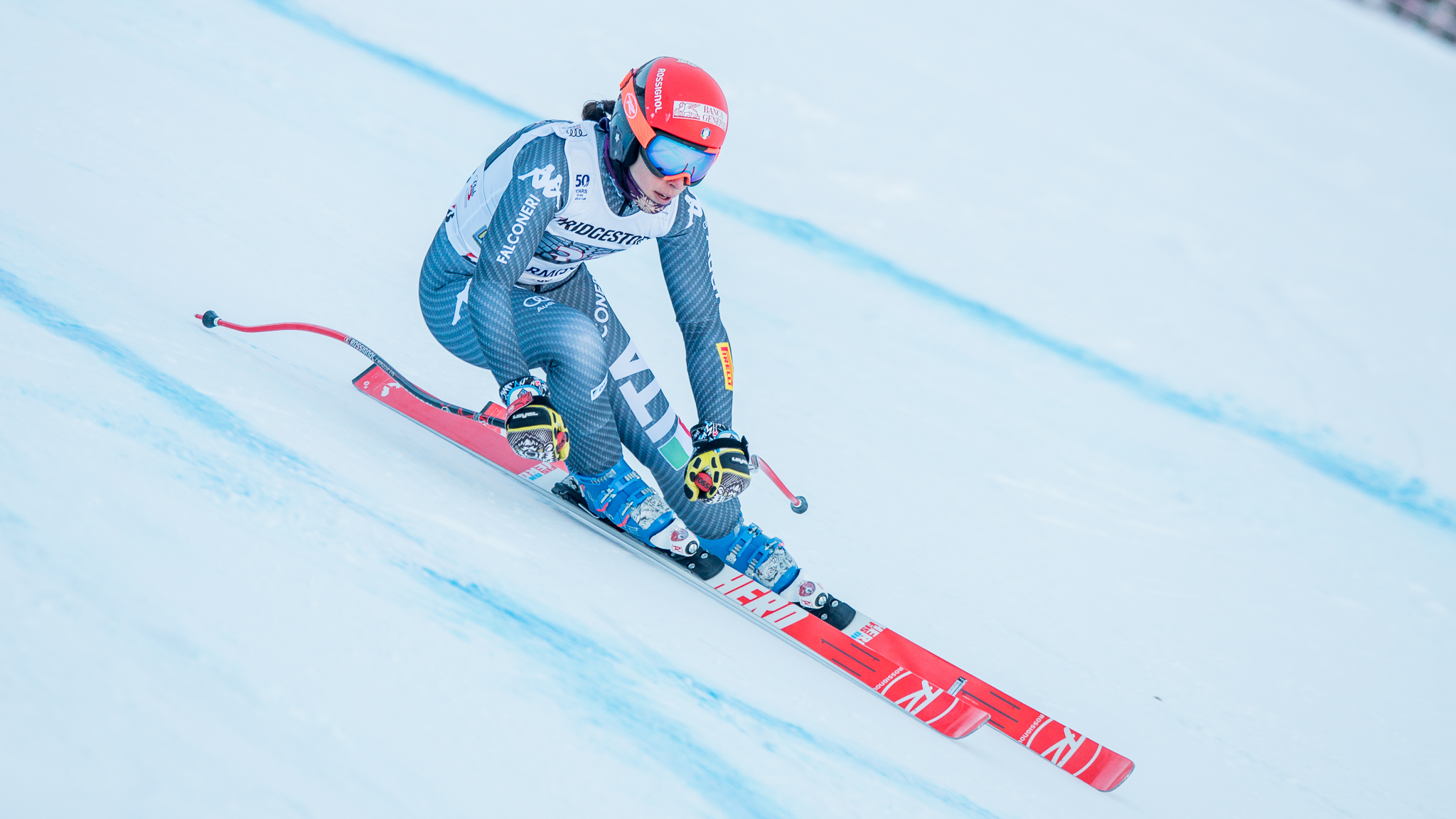
Federica Brignone en 2017

| Skieur             | Général | Descente | Super G | Géant | Slalom | Combinée |
| ------------------ | ------- | -------- | ------- | ----- | ------ | -------- |
| Federica Brignone  | 1       | -        | 1       | 1     | -      | 1        |
| Sofia Goggia       | -       | 3        | -       | -     | -      | -        |
| Isolde Kostner     | -       | 2        | -       | -     | -      |          |
| Denise Karbon      | -       | -        | -       | 1     | -      | -        |
| Deborah Compagnoni | -       | -        | -       | 1     | -      | -        |
| Marta Bassino      | -       | -        | -       | 1     | -      | -        |
|                    | 1       | 5        | 1       | 4     | 0      | 1        |

Nombre de victoires
| Skieur             | Saisons   | Victoires | Des | SG | GS | SS | Com. | Par. |
| ------------------ | --------- | --------- | --- | -- | -- | -- | ---- | ---- |
| Federica Brignone  | 2010–     | 21        | –   | 8  | 8  | –  | 5    | –    |
| Sofia Goggia       | 2012–     | 21        | 16  | 5  | –  | –  | –    | –    |
| Deborah Compagnoni | 1988–1999 | 16        | –   | 2  | 13 | 1  | –    | –    |
| Isolde Kostner     | 1994–2006 | 15        | 12  | 3  | –  | –  | –    | –    |
| Karen Putzer       | 1997–2009 | 8         | –   | 4  | 4  | –  | –    | –    |
| Denise Karbon      | 1998–2014 | 6         | –   | –  | 6  | –  | –    | –    |
| Marta Bassino      | 2014-     | 6         | –   | –  | 6  | –  | –    | –    |
| Ninna Quario       | 1979–1984 | 4         | –   | –  | –  | 4  | –    | –    |
| Claudia Giordani   | 1973–1981 | 3         | –   | NA | 1  | 2  | –    | –    |
| Sabina Panzanini   | 1993–2000 | 3         | –   | –  | 3  | –  | –    | –    |
| Elena Curtoni      | 2009–     | 3         | 2   | 1  | –  | -  | –    | –    |
| Daniela Zini       | 1979–1986 | 2         | –   | –  | –  | 2  | –    | –    |
| Elena Fanchini     | 2005–2015 | 2         | 2   | –  | –  | –  | –    | –    |
| Nadia Fanchini     | 2006–2018 | 2         | 1   | 1  | –  | –  | –    | –    |
| Giustina Demetz    | 1967–1970 | 1         | 1   | NA | –  | –  | NA   | NA   |
| Paoletta Magoni    | 1981–1988 | 1         | –   | –  | –  | 1  | –    | –    |
| Michaela Marzola   | 1985–1988 | 1         | –   | 1  | –  | –  | –    | –    |
| Lara Magoni        | 1991–2000 | 1         | –   | –  | –  | 1  | –    | –    |
| Bibiana Perez      | 1992–2001 | 1         | –   | –  | –  | –  | 1    | –    |
| Daniela Merighetti | 2001–2016 | 1         | 1   | –  | –  | –  | –    | –    |
| Chiara Costazza    | 2005–2019 | 1         | –   | –  | –  | 1  | –    | –    |

NA - Disciplines didn't exist yet

### Podiums
Classement des podiums,
| #  | Skieur              | 1er | 2e | 3e | Total |
| -- | ------------------- | --- | -- | -- | ----- |
| 1  | Alberto Tomba       | 50  | 26 | 12 | 88    |
| 2  | Gustav Thöni        | 24  | 25 | 20 | 69    |
| 3  | Dominik Paris       | 21  | 10 | 11 | 43    |
| 4  | Piero Gros          | 12  | 14 | 9  | 35    |
| 5  | Kristian Ghedina    | 13  | 11 | 9  | 33    |
| 6  | Max Blardone        | 7   | 12 | 6  | 25    |
| 7  | Giorgio Rocca       | 11  | 7  | 4  | 22    |
| 8  | Peter Fill          | 3   | 10 | 9  | 22    |
| 9  | Herbert Plank       | 5   | 10 | 6  | 21    |
| 10 | Manfred Mölgg       | 3   | 7  | 10 | 20    |
| 11 | Christof Innerhofer | 6   | 7  | 5  | 18    |
| 12 | Michael Mair        | 3   | 7  | 6  | 16    |

| #  | Skieuse            | 1er | 2e | 3e | Total |
| -- | ------------------ | --- | -- | -- | ----- |
| 1  | Federica Brignone  | 21  | 18 | 14 | 53    |
| 2  | Isolde Kostner     | 15  | 18 | 18 | 51    |
| 3  | Sofia Goggia       | 21  | 16 | 8  | 45    |
| 4  | Deborah Compagnoni | 16  | 15 | 13 | 44    |
| 5  | Marta Bassino      | 6   | 9  | 13 | 28    |
| 6  | Claudia Giordani   | 3   | 8  | 6  | 17    |
| 7  | Karen Putzer       | 8   | 5  | 3  | 16    |
| -  | Denise Karbon      | 6   | 4  | 6  | 16    |
| 9  | Ninna Quario       | 4   | 6  | 5  | 15    |
| 10 | Manuela Mölgg      | 0   | 6  | 8  | 14    |
| 11 | Nadia Fanchini     | 2   | 3  | 8  | 13    |
| 12 | Elena Curtoni      | 3   | 3  | 5  | 11    |
| -  | Daniela Zini       | 2   | 4  | 5  | 11    |

### Classement top 10
Les skieurs alpins italiens ont terminé 55 fois et les skieuse 26 fois parmi les dix premiers au général.

#### Homme
| Skieur              | 1er                 | 2e             | 3e        | 4e             | 5e        | 6e        | 7e        | 8e   | 9e   | 10e       |
| ------------------- | ------------------- | -------------- | --------- | -------------- | --------- | --------- | --------- | ---- | ---- | --------- |
| Gustav Thöni        | 1971 1972 1973 1975 | 1974           | 1970 1976 | -              | -         | 1977      | -         | -    | 1979 | -         |
| Alberto Tomba       | 1995                | 1988 1991 1992 | 1989 1994 | -              | 1993 1996 | -         | -         | -    | 1990 | -         |
| Piero Gros          | 1974                | 1976           | -         | 1975 1977 1979 | -         | -         | -         | 1978 | -    | 1973      |
| Kristian Ghedina    | -                   | -              | -         | 1997 2000      | -         | -         | 1995      | -    | -    | 2002      |
| Dominik Paris       | -                   | -              | -         | 2019           | -         | 2016      | 2015      | 2017 | -    | -         |
| Manfred Mölgg       | -                   | -              | -         | 2008           | -         | -         | 2013      | -    | 2017 | -         |
| Herbert Plank       | -                   | -              | -         | -              | 1978      | -         | 1975 1976 | 1980 | 1974 | -         |
| Richard Pramotton   | -                   | -              | -         | -              | 1987      | -         | -         | -    | -    | -         |
| Peter Fill          | -                   | -              | -         | -              | -         | 2007 2017 | -         | -    | -    | 2009 2016 |
| Erwin Stricker      | -                   | -              | -         | -              | -         | 1974      | -         | -    | -    | -         |
| Roland Thöni        | -                   | -              | -         | -              | -         | -         | 1972      | -    | -    | -         |
| Christof Innerhofer | -                   | -              | -         | -              | -         | -         | -         | 2011 | -    | 2013      |
| Roberto Erlacher    | -                   | -              | -         | -              | -         | -         | -         | 1987 | -    | -         |
| Alex Giorgi         | -                   | -              | -         | -              | -         | -         | -         | -    | 1984 | -         |
| Paolo De Chiesa     | -                   | -              | -         | -              | -         | -         | -         | -    | -    | 1975      |
| Mauro Bernardi      | -                   | -              | -         | -              | -         | -         | -         | -    | -    | 1978      |
| Michael Mair        | -                   | -              | -         | -              | -         | -         | -         | -    | -    | 1988      |
| Total (55)          | 6                   | 5              | 4         | 7              | 4         | 5         | 6         | 5    | 5    | 8         |

#### Femmes
| Skieuse            | 1er  | 2e   | 3e   | 4e        | 5e   | 6e        | 7e | 8e        | 9e   | 10e  |
| ------------------ | ---- | ---- | ---- | --------- | ---- | --------- | -- | --------- | ---- | ---- |
| Federica Brignone  | 2020 | -    | -    | -         | 2017 | 2019      | -  | 2016      | -    | -    |
| Karen Putzer       | -    | 2003 | -    | -         | -    | -         | -  | -         | -    | -    |
| Sofia Goggia       | -    | -    | 2017 | 2018      | -    | -         | -  | -         | -    | -    |
| Isolde Kostner     | -    | -    | -    | 1996 2000 | 1997 | 2001 2002 | -  | 1998      | -    | -    |
| Deborah Compagnoni | -    | -    | -    | 1997 1998 | -    | 1994      | -  | -         | -    | -    |
| Marta Bassino      | -    | -    | -    | -         | 2020 | -         | -  | -         | -    | -    |
| Claudia Giordani   | -    | -    | -    | -         | -    | -         | -  | 1977 1980 | -    | 1979 |
| Bibiana Perez      | -    | -    | -    | -         | -    | -         | -  | 1994      | -    | -    |
| Giustina Demetz    | -    | -    | -    | -         | -    | -         | -  | -         | 1967 | -    |
| Daniela Zini       | -    | -    | -    | -         | -    | -         | -  | -         | 1980 |      |
| Nadia Fanchini     | -    | -    | -    | -         | -    | -         | -  | -         | 2009 | -    |
| Ninna Quario       | -    | -    | -    | -         | -    | -         | -  | -         | -    | 1982 |
| Denise Karbon      | -    | -    | -    | -         | -    | -         | -  | -         | -    | 2008 |
| Total (26)         | 1    | 1    | 1    | 5         | 3    | 4         | 0  | 5         | 3    | 3    |

## Championnats du monde

### Hommes
| Année | Descente            | Slalom         | Géant               | Super G             | Combiné                          | Parallèle |
| ----- | ------------------- | -------------- | ------------------- | ------------------- | -------------------------------- | --------- |
| 1931  |                     |                |                     |                     |                                  |           |
| 1932  |                     |                |                     |                     |                                  |           |
| 1933  |                     |                |                     |                     |                                  |           |
| 1934  | Ido Cattaneo        |                |                     |                     |                                  |           |
| 1935  |                     |                |                     |                     |                                  |           |
| 1936  | Giacinto Sertorelli |                |                     |                     |                                  |           |
| 1937  | Giacinto Sertorelli |                |                     |                     |                                  |           |
| 1938  |                     |                |                     |                     |                                  |           |
| 1939  |                     |                |                     |                     |                                  |           |
| 1950  | Zeno Colò           | Zeno Colò      | Zeno Colò           |                     |                                  |           |
| 1954  |                     |                |                     |                     |                                  |           |
| 1958  |                     |                |                     |                     |                                  |           |
| 1962  |                     |                |                     |                     |                                  |           |
| 1966  |                     | Carlo Senoner  |                     |                     |                                  |           |
| 1970  |                     |                |                     |                     |                                  |           |
| 1974  |                     |                | Piero Gros          |                     |                                  |           |
| 1978  |                     | Piero Gros     |                     |                     |                                  |           |
| 1982  |                     |                |                     |                     |                                  |           |
| 1985  |                     |                |                     |                     |                                  |           |
| 1987  |                     |                | Alberto Tomba       |                     |                                  |           |
| 1989  |                     |                |                     |                     |                                  |           |
| 1991  | Peter Runggaldier   |                |                     |                     | Kristian Ghedina                 |           |
| 1993  |                     |                |                     |                     |                                  |           |
| 1996  | Kristian Ghedina    | Alberto Tomba  | Alberto Tomba       |                     |                                  |           |
| 1997  | Kristian Ghedina    | Alberto Tomba  |                     |                     |                                  |           |
| 1999  |                     |                |                     |                     |                                  |           |
| 2001  |                     |                |                     |                     |                                  |           |
| 2003  |                     | Giorgio Rocca  |                     |                     |                                  |           |
| 2005  |                     | Giorgio Rocca  |                     |                     | Giorgio Rocca                    |           |
| 2007  |                     | Manfred Moelgg |                     | Patrick Staudacher  |                                  |           |
| 2009  |                     |                |                     | Peter Fill          |                                  |           |
| 2011  | Christof Innerhofer | Manfred Moelgg |                     | Christof Innerhofer | Christof Innerhofer · Peter Fill |           |
| 2013  | Dominik Paris       | Manfred Moelgg |                     |                     |                                  |           |
| 2015  |                     |                |                     |                     |                                  |           |
| 2017  |                     |                |                     |                     |                                  |           |
| 2019  |                     |                |                     | Dominik Paris       |                                  |           |
| 2021  |                     |                | Luca De Aliprandini |                     |                                  |           |
| 2023  |                     | Alex Vinatzer  |                     |                     |                                  |           |
| 2025  |                     |                |                     |                     |                                  |           |

### Femmes
| Année | Descente        | Slalom                           | Géant              | Super G           | Combiné           | Parallèle     |
| ----- | --------------- | -------------------------------- | ------------------ | ----------------- | ----------------- | ------------- |
| 1931  |                 |                                  |                    |                   |                   |               |
| 1932  | Paola Wiesinger |                                  |                    |                   |                   |               |
| 1933  |                 |                                  |                    |                   |                   |               |
| 1934  |                 |                                  |                    |                   |                   |               |
| 1935  |                 |                                  |                    |                   |                   |               |
| 1936  |                 |                                  |                    |                   |                   |               |
| 1937  |                 |                                  |                    |                   |                   |               |
| 1938  |                 |                                  |                    |                   |                   |               |
| 1939  |                 |                                  |                    |                   |                   |               |
| 1950  |                 | Celina Seghi                     |                    |                   |                   |               |
| 1954  |                 |                                  |                    |                   |                   |               |
| 1958  | Carla Marchelli |                                  |                    |                   |                   |               |
| 1962  | Pia Riva        |                                  |                    |                   |                   |               |
| 1966  |                 |                                  |                    |                   |                   |               |
| 1970  |                 |                                  |                    |                   |                   |               |
| 1974  |                 |                                  |                    |                   |                   |               |
| 1978  |                 |                                  |                    |                   |                   |               |
| 1982  |                 | Daniela Zini                     |                    |                   |                   |               |
| 1985  |                 | Paoletta Magoni                  |                    |                   |                   |               |
| 1987  |                 |                                  |                    |                   |                   |               |
| 1989  |                 |                                  |                    |                   |                   |               |
| 1991  |                 |                                  |                    |                   |                   |               |
| 1993  |                 |                                  |                    |                   |                   |               |
| 1996  |                 |                                  | Deborah Compagnoni | Isolde Kostner    |                   |               |
| 1997  |                 | Deborah Compagnoni · Lara Magoni | Deborah Compagnoni | Isolde Kostner    |                   |               |
| 1999  |                 |                                  |                    |                   |                   |               |
| 2001  |                 |                                  | Karen Putzer       | Isolde Kostner    | Karen Putzer      |               |
| 2003  |                 |                                  | Denise Karbon      |                   |                   |               |
| 2005  | Elena Fanchini  |                                  |                    | Lucia Recchia     |                   |               |
| 2007  |                 |                                  | Denise Karbon      |                   |                   |               |
| 2009  | Nadia Fanchini  |                                  |                    |                   |                   |               |
| 2011  |                 |                                  | Federica Brignone  |                   |                   |               |
| 2013  | Nadia Fanchini  |                                  |                    |                   |                   |               |
| 2015  |                 |                                  |                    |                   |                   |               |
| 2017  |                 |                                  | Sofia Goggia       |                   |                   |               |
| 2019  |                 |                                  |                    | Sofia Goggia      |                   |               |
| 2021  |                 |                                  |                    |                   |                   | Marta Bassino |
| 2023  |                 |                                  | Marta Bassino      |                   | Federica Brignone |               |
| 2025  |                 |                                  |                    | Federica Brignone |                   |               |

### Mixte
| Année | Parallèle                                                                                       |
| ----- | ----------------------------------------------------------------------------------------------- |
| 2005  |                                                                                                 |
| 2007  |                                                                                                 |
| 2009  |                                                                                                 |
| 2011  |                                                                                                 |
| 2013  |                                                                                                 |
| 2015  |                                                                                                 |
| 2017  |                                                                                                 |
| 2019  | Lara Della Mea, Simon Maurberger, Irene Curtoni, Alex Vinatzer, Marta Bassino, Riccardo Tonetti |
| 2021  |                                                                                                 |
| 2023  |                                                                                                 |
| 2025  | Giorgia Collomb, Lara Della Mea, Filippo Della Vite, Alex Vinatzer                              |

## Jeux olympiques
L'Italie a remporté 32 médailles aux Jeux olympiques d'hiver depuis les Jeux olympiques d'hiver de 2018.

### Par année

#### Hommes
| Jeux | Descente            | Super G | Géant         | Slalom                        | Combiné                         |
| ---- | ------------------- | ------- | ------------- | ----------------------------- | ------------------------------- |
| 1936 |                     |         |               |                               |                                 |
| 1948 |                     |         |               |                               |                                 |
| 1952 | Zeno Colò           |         |               |                               |                                 |
| 1956 |                     |         |               |                               |                                 |
| 1960 |                     |         |               |                               |                                 |
| 1964 |                     |         |               |                               |                                 |
| 1968 |                     |         |               |                               |                                 |
| 1972 |                     |         | Gustavo Thöni | Gustavo Thöni · Rolando Thöni |                                 |
| 1976 | Herbert Plank       |         |               | Piero Gros · Gustavo Thöni    |                                 |
| 1980 |                     |         |               |                               |                                 |
| 1984 |                     |         |               |                               |                                 |
| 1988 |                     |         | Alberto Tomba | Alberto Tomba                 |                                 |
| 1992 |                     |         | Alberto Tomba | Alberto Tomba                 | Josef Polig · Gianfranco Martin |
| 1994 |                     |         |               | Alberto Tomba                 |                                 |
| 1998 |                     |         |               |                               |                                 |
| 2002 |                     |         |               |                               |                                 |
| 2006 |                     |         |               |                               |                                 |
| 2010 |                     |         |               | Giuliano Razzoli              |                                 |
| 2014 | Christof Innerhofer |         |               |                               | Christof Innerhofer             |
| 2018 |                     |         |               |                               |                                 |
| 2022 |                     |         |               |                               |                                 |

#### Femmes
| Jeux | Descente                    | Super G                           | Géant              | Slalom             | Combiné           |
| ---- | --------------------------- | --------------------------------- | ------------------ | ------------------ | ----------------- |
| 1936 |                             |                                   |                    |                    |                   |
| 1948 |                             |                                   |                    |                    |                   |
| 1952 | Giuliana Minuzzo            |                                   |                    |                    |                   |
| 1956 |                             |                                   |                    |                    |                   |
| 1960 |                             |                                   | Giuliana Minuzzo   |                    |                   |
| 1964 |                             |                                   |                    |                    |                   |
| 1968 |                             |                                   |                    |                    |                   |
| 1972 |                             |                                   |                    |                    |                   |
| 1976 |                             |                                   |                    | Claudia Giordani   |                   |
| 1980 |                             |                                   |                    |                    |                   |
| 1984 |                             |                                   |                    | Paoletta Magoni    |                   |
| 1988 |                             |                                   |                    |                    |                   |
| 1992 |                             | Deborah Compagnoni                |                    |                    |                   |
| 1994 | Isolde Kostner              | Isolde Kostner                    | Deborah Compagnoni |                    |                   |
| 1998 |                             |                                   | Deborah Compagnoni | Deborah Compagnoni |                   |
| 2002 | Isolde Kostner              | Daniela Ceccarelli · Karen Putzer |                    |                    |                   |
| 2006 |                             |                                   |                    |                    |                   |
| 2010 |                             |                                   |                    |                    |                   |
| 2014 |                             |                                   |                    |                    |                   |
| 2018 | Sofia Goggia                |                                   | Federica Brignone  |                    |                   |
| 2022 | Sofia Goggia · Nadia Delago |                                   | Federica Brignone  |                    | Federica Brignone |

### Record
| Skieur              | Jeux      | Or | Argent | Bronze | Total |
| ------------------- | --------- | -- | ------ | ------ | ----- |
| Alberto Tomba       | 1988–1994 | 3  | 2      | 0      | 5     |
| Deborah Compagnoni  | 1992–1998 | 3  | 1      | 0      | 4     |
| Gustav Thöni        | 1972-1976 | 1  | 2      | 0      | 3     |
| Zeno Colò           | 1952      | 1  | 0      | 0      | 1     |
| Piero Gros          | 1976      | 1  | 0      | 0      | 1     |
| Paoletta Magoni     | 1984      | 1  | 0      | 0      | 1     |
| Josef Polig         | 1992      | 1  | 0      | 0      | 1     |
| Daniela Ceccarelli  | 2002      | 1  | 0      | 0      | 1     |
| Giuliano Razzoli    | 2010      | 1  | 0      | 0      | 1     |
| Sofia Goggia        | 2018      | 1  | 0      | 0      | 1     |
| Isolde Kostner      | 1994-2002 | 0  | 1      | 2      | 3     |
| Christof Innerhofer | 2014      | 0  | 1      | 1      | 2     |
| Claudia Giordani    | 1976      | 0  | 1      | 0      | 1     |
| Gianfranco Martin   | 1992      | 0  | 1      | 0      | 1     |
| Giuliana Minuzzo    | 1952-1960 | 0  | 0      | 2      | 2     |
| Roland Thöni        | 1972      | 0  | 0      | 1      | 1     |
| Herbert Plank       | 1976      | 0  | 0      | 1      | 1     |
| Karen Putzer        | 2002      | 0  | 0      | 1      | 1     |
| Federica Brignone   | 2018      | 0  | 0      | 1      | 1     |
|                     |           | 14 | 9      | 9      | 32    |

## Equipe B

### Coupe d'Europe du ski

#### Hommes
| 1er | 2e | 3e |
| --- | --- | --- |
| Ilario Pegorari (1972) Fausto Radici (1973) Diego Amplatz (1975) Bruno Confortola (1976) Leonardo David (1978) Siegfried Kerschbaumer (1980) Christian Polig (1990) Michael Gufler (2006) Riccardo Tonetti (2015) Simon Maurberger (2019) | Arnold Senoner (1977) Tiziano Bieler (1980) Fabio De Crignis (1990) Ivan Bormolini (2000) Florian Eisath (2006) Stefan Thanei (2008) | Renzo Zandegiacomo (1972) Giulio Corradi (1974) Attilio Barcella (1989) Luca Pesando (1993) Ivan Bormolini (1999) Michael Gufler (2002) Manfred Mölgg (2004) Walter Girardi (2005) Giovanni Borsotti (2011) Emanuele Buzzi (2016) |